# Окано, Сюнъитиро
Сюнъитиро Окано (яп. 岡野 俊一郎 Окано Сюнъитиро, 28 августа 1931, Токио — 2 февраля 2017, Токио) — японский тренер и футболист, игравший на позиции нападающего. Выступал за команду Токийского университета. В составе сборной Японии сыграл 2 матча. Главный тренер сборной Японии (1970—1971).

## Карьера
На протяжении своей футбольной карьеры выступал за клуб Токийского университета. В составе сборной Японии Окано провёл два товарищеских матча, дебютировав 2 января 1955 года в игре со сборной Бирмы.
На Олимпийских играх 1968 года в Мексике он был ассистентом Кэна Наганумы — главного тренера сборной Японии.

## Статистика за сборную
| Сборная Японии | Сборная Японии | Сборная Японии |
| Год            | Матчи          | Голы           |
| -------------- | -------------- | -------------- |
| 1955           | 2              | 0              |
| Итого          | 2              | 0              |